# Stiptocnemis hiekei
Stiptocnemis hiekei är en skalbaggsart som beskrevs av Branco 1991. Stiptocnemis hiekei ingår i släktet Stiptocnemis och familjen bladhorningar. Inga underarter finns listade i Catalogue of Life.